# A Yellow Bird
A Yellow Bird és una pel·lícula dramàtica del Singapur del 2016 escrita i dirigida per K. Rajagopal. És una coproducció entre França i Singapur. Tracta de com un indi de Singapur que ha eixit de la presó i intenta refer la seua vida. Mostra de manera molt obscura i realista la vida dels exconvictes i la prostitució i mostra diàleg en tàmil, mandarí, anglès i hokkien.
El repartiment és el següent: Sivakumar Palakrishnan com a Siva, Huang Lu com a Chen Chen i Seema Biswas com la mare de Siva.
Ha rebut crítiques negatives.